# Waleri Tretjakow
Waleri Tretjakow (litauisch Valerij Tretjakov; * 19. Januar 1958 in Luhansk, Ukrainische SSR) ist ein litauischer Politiker.

## Leben
1975 absolvierte er die Mittelschule in Anapa und 1984 das Diplomstudium der Philologie an der Vilniaus universitetas. 
Von 1979 bis 1991 war er Arbeiter im Bautrest Vilnius. Von 1991 bis 1995 war er selbständig. Von 1995 bis 2000 leitete er UAB „Litovskij kurjer“ und die gleichnamige russische Zeitung. Von 2000 bis 2004 war er Mitglied im Seimas.
Er war Mitglied der Naujoji sąjunga.